# Vert printemps
Le nom de couleur vert printemps, en usage dans les domaines de la mode et de la décoration, désigne une nuance de vert, variable selon les fournisseurs.
Dans les nuanciers de marchands de couleurs on trouve  544 vert printemps,  665 vert printemps ; en peinture pour la décoration vert printemps ; en fil à broder 703 vert printemps.
Le vert printemps figure parmi la liste des verts du Dictionnaire des teinturiers publié dans l'Encyclopédie méthodique en 1828, avec une indication sur son obtention sur coton : après mordançage, un fort pied jaune à la gaude, et une teinture à l'indigo, et « laver légèrement si l'on veut donner un petit œil jaune », ce qui indique qu'il n'y a pas un, mais plusieurs verts printemps. L'expression se retrouve ensuite de temps en temps dans des articles consacrés à la mode ou à l'industrie de la teinturerie, sans indication de sa nuance, sinon qu'il s'agit d'une « couleur tendre ».